# Stéphane Abrahamian
Pour les articles homonymes, voir Abrahamian.
Stéphane Abrahamian (né le 5 septembre 1946 à Marseille) est un coureur cycliste français des années 1960 et 1970. 

## Biographie
Stéphane Abrahamian, 1,63 m et 57 kg, est champion de France universitaire à Besançon en 1965, puis vainqueur du classement par points de la Milk Race en 1967. En 1968, il est sacré champion du France amateur sur route et termine quatrième des Jeux olympiques à Mexico. Il est professionnel de 1969 à 1971. Il termine 34e du Tour de France 1969 pendant lequel il est surnommé "Fanfan la Tulipe".

## Palmarès
- 1965
  -  Champion de France universitaire sur route
  - Course de côte du mont Coudon
- 1966
  - Champion de Provence sur route
- 1967
  - Champion de Provence sur route
- 1968
  -  Champion de France sur route amateurs
  - 2e du Critérium de La Machine
  - 4e de la course en ligne aux Jeux olympiques
- 1975
  - Circuit des Cevennes[1]

## Résultats sur le Tour de France
2 participations
- 1969 : 34e
- 1970 : hors délai (au terme de la 5ea étape courue à 45,348 km de moyenne)